# Dr. Ox's Experiment
Dr. Ox's Experiment (Frans: Une fantaisie du docteur Ox) is een kort verhaal van de Franse schrijver en pionier van sciencefiction, Jules Verne, gepubliceerd in 1872.

## Verhaal
Het beschrijft een experiment door ene Dr. Ox en zijn assistent Gedeon Ygene. Een welvarende wetenschapper Dr. Ox biedt aan om een nieuw gasverlichtingssysteem te bouwen voor een ongewoon bedompte Vlaamse stad Quiquendone. Aangezien de stad geen kosten droeg, wordt het aanbod graag geaccepteerd. Het verborgen belang van Dr. Ox is echter geen verlichting, maar grootschalig experiment op het effect van zuurstof op planten, dieren en mensen. Hij gebruikt elektrolyse om water te scheiden in waterstof en zuurstof. De laatste wordt naar de stad gepompt, wat een versnelde groei van planten, opwinding en agressiviteit bij dieren en mensen veroorzaakt. Het verhaal eindigt met de vernietiging van de zuurstoffabriek van Dr. Ox - per ongeluk raakten zuurstof en waterstof gemengd en veroorzaakten een grote explosie. Jules Verne erkent in de epiloog dat het beschreven effect van zuurstof een pure fictie is die hij heeft uitgevonden.
De tekst werd in 1874 opnieuw gepubliceerd in een Verne-bloemlezing van Verne, Doctor Ox.

## Opera
Het verhaal werd aangepast door Jacques Offenbach als Le docteur Ox, een opéra-bouffe in drie acts en zes tableaux, in première op 26 januari 1877 met een libretto van Arnold Mortier, Philippe Gille en Verne zelf. Annibale Bizzelli componeerde een andere versie, Il Dottor Oss. [Nodig citaat]
Het werd ook aangepast door Gavin Bryars als Doctor Ox's Experiment, een opera in twee acts met een libretto van Blake Morrison, voor het eerst uitgevoerd op 15 juni 1998.